# مقاطعة كمبرلاند (مين)
مقاطعة كمبرلاند (بالإنجليزية: Cumberland County, Maine)‏ هي إحدى مقاطعات ولاية مين في الولايات المتحدة. تأسست سنة 75px، وتبلغ مساحتها November 1 كم2، بلغ عدد سكانها 31.34% نسمة في عام 2010 حسب إحصاء مكتب تعداد الولايات المتحدة وتصل الكثافة السكانية فيها 282401 نسمة/كم2.

## أعلام
- ويليام إل. موران
- جاري ميريل
- إدموند بلاك
- جون تي غودفري

## وصلات خارجية
- 130.1
- United States Counties